# أفورديت هيلز
أفروديت هيلز هو منتجع ساحلي في منطقة بافوس في قبرص. سمي باسم الآلهة الإغريقية «أفروديت» ويقع المنتجع على بعد ميل واحد من صخرة أفروديت.

## نبذة
تم بناء المنتجع على هضبتين مرتفعتين يفصل بينهما وادٍ طبيعي. يحتوي المنتجع على العديد من ملامح مدن البحر الأبيض المتوسط؛ حيث يغلب على الأسلوب المعماري الطابع اليوناني الروماني، كما ويستخدم الحجر المستخرج محليًا في البنايات. تحتوي ساحة البلدة الرئيسية على سوق، ومطاعم، ومحلات الهدايا التذكارية، وكنيسة صغيرة، وحدائق، ونوافير، ومعرض فني. يضم المنتجع أيضًا منتجعًا صحيًا وملعبًا للجولف وبعض المرافق الترفيهية الأخرى. تم التخطيط لغالبية المناظر الطبيعية التي تغطي المنتجع مسبقًا، وبالتالي فإن المنتجع يحتوي على ماساحات واسعة، ويفتقر إلى الامتداد العمراني والكثافة، السائدة في معظم القرى في قبرص.
في عام 2020، استضافت أفورديت هيلز بطولة Cyprus Open و Cyprus Showdown، حيث أُضيفت البطولتين المتتاليتين للجولف الأوروبي لمرة واحدة بهدف ملء جدول موسم 2020؛ وذلك لأن العديد من البطولات المُنتظمة كانت قد ألغيت بسبب تفشي وباء فيروس كورونا.

## خدمات
تم بناء المنتجع الصحي على الطراز اليوناني الروماني القديم، واستُخدم الثرميت لتعزيز وتقوية البناء. أُختير المنتجع الصحي ضمن قائمة أفضل 10 منتجعات صحية في العالم من قِبل Condé Nast Traveler، وفي عام 2008 حصل على أعلى وسام في صناعة المنتجعات الصحية وذلك بفوزه بجائزة «أفضل منتجع صحي في أوروبا» في حفل توزيع جوائز Professional Beauty Awards لعام 2008.
يحتوي المنتجع على ملعب جولف من 18 حفرة (230 هكتار) من مستوى ملاعب البطولات. ومن الجدير بالذكر أنه تم ترخيص المنتجع مؤخرًا ليصبح PGA National Cyprus، لينضم إلى عائلة PGA من المنتجعات الشهيرة الأخرى في جميع أنحاء العالم. تطل معظم الثقوب على البحر الأبيض المتوسط، وأصبحت الحفرة السابعة في الملعب نقطة نقاش بين لاعبي الغولف في جميع أنحاء العالم. صنف لاعبو ونوادي الجولف، بالإضافة إلى مصممي المناظر الطبيعية، الملعبَ على أنه من بين أفضل الملاعب الرياضية في أوروبا. "  كما وتوجد ملاعب أخرى ومرافق تدريب متعددة الأغراض تجذب الفرق الرياضية المختلفة من جميع أنحاء أوروبا.
تستضيف أفروديت هيلز عروض West End، بالإضافة إلى العديد من الحفلات والأحداث الثقافية والمسرحيات المتنوعة.

## جوائز
نالت أفروديت هيلز مكاناً في قائمتين دوليتين في عام 2010؛ وذلك بدخول كلٍ من فندق إنتركونتيننتال أفروديت هيلز والمنتجع الصحي في القوائم الذهبية لشركة Condé Nast Traveler لعام 2010.
حصل فندق إنتركونتيننتال أفروديت هيلز على لقب «أفضل فندق أوروبي للأنشطة الترفيهية» في القائمة الذهبية لعام 2010 الخاصة بـ Condé Nast Traveler،  وعلاوة على ذلك، تم تصنيف المنتجع الصحي الخاص بها كثالث أفضل منتجع صحي في أوروبا وآسيا الصغرى والاتحاد الروسي في حفل جوائز Condé Nast Traveler's Spa، كما تم إدراجه أيضًا في القائمة الذهبية لأفضل المنتجعات الصحية لعام 2010.